# Герб Хрестівки
Герб Хрестівки — офіційний символ міста Хрестівка Донецької області. Затверджений 31 березня 2005 р. рішенням №4/18-5 сесії Хрестівської (тоді — Кіровської) міської ради. Герб є промовистим.

## Опис
На щиті, розтятому і перетятому чорним і срібним, вузький вписаний лазуровий хрест. У першій і четвертій частинах по одному срібному виникаючому обушка в перев'яз зліва. У другій і третій частинах по одному зеленому кленовому листу. Поверх хреста червоний прапорець. Щит обрамлений вінком з листя папороті і десяти пурпурових троянд, перевитих лазуровою стрічкою з написом "Кіровське", і увінчаний срібною мурованою короною.

## Символіка
Чорний колір — символ вугілля. Лазуровий хрест — знак того, що місто будувалося на місці селища Нова Хрестівка. Автор герба - П.В. Чесноков.

## Історія

### Радянський герб
Герб Хрестівки (тоді Кіровського) затверджено 21 червня 1989 року.

### Герб 1998 року

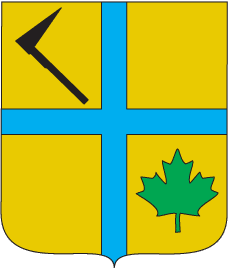
Герб 1998 року

Герб Кіровського затверджено 10 листопада 1998 року Рішенням Кіровської міської ради №ХХ111-05/09. Герб має форму французького щита, верхні кути прямі, а нижні закруглені з подовженою серединою.
Зверху вказано назву міста та рік його заснування. На золотому полі, яке символізує чорне золото вугільної промисловості, розташований хрест блакитного кольору, який був історичним знаком хутора Хрестівка та водночас орієнтиром на шляху до Бахмута та Таганрога.
З часом біля хутора Хрестівка виросло місто Кіровське. У верхньому лівому кутку ручний гірський інструмент (обушок), який є символом шахтарської роботи. У правому нижньому кутку - п'ятикутний зеленувато-золотистий лист клена, який символізує молодість міста і вказує, що місто оточене балкою Кленової.